# Armen Nazarian (judo)
Pour les articles homonymes, voir Nazarian.
Ne pas confondre avec le lutteur arménien puis bulgare, Armen Nazarian.
Armen Nazarian (en arménien : Արմեն Նազարյան), né le 20 juin 1982 à Hrazdan, est un judoka arménien.